# جون اندروز (باحث في تاريخ العصور الكلاسيكية)
جون اندروز (بالإنجليزية: John Andrews) هو باحث في تاريخ العصور الكلاسيكية أمريكي، ولد في 4 أبريل 1746، وتوفي في 29 مارس 1813.